# Samhorodek (obwód kijowski)
Samhorodek, Samhorodok (ukr. Самгородок) – wieś na Ukrainie, w obwodzie kijowskim, w rejonie białocerkiewskim. W 2023 roku liczyła 1000 mieszkańców.

## Historia
Dawniej powiat skwirski gmina Worobiówka (obecnie Горобіївка), 13 km (12 wiorst) od Skwiry przy drodze pocztowej do Lipowca. Wieś miała 1615 mieszkańców. W 1863 roku (wg Pochilewicza) mieszkało we wsi 1920 prawosławnych, 210 katolików, 204 żydów. W 1741 roku było 80 chat i 500 mieszkańców. 
Z opisu Słownika geograficznego Królestwa Polskiego i innych krajów słowiańskich (1889 r.) wynika, że we wsi była cerkiew pod wezwaniem Podwyższenia Krzyża Świętego wzniesiona 1741 roku na miejsce starszej, spalonej w 1740. Pod wsią na wzniesieniu pozostały ślady dawnego zamku. W 1736 wieś należała do księcia Jana Wiśniowieckiego, kasztelana krakowskiego. W 1863 roku mieszkali tu właściciele ziemscy: Julian Popowski (2611 dziesięcin), Jakub Żurakowski (1800 dz.), Dorota Podgórska (539 dz.), Anna Sokołowa (195 dz.) Jacek i Wacław Pilawscy (539 dz.).
W 1920 roku pod wsią miała miejsce bitwa. Przerwanie frontu pod Samhorodkiem było punktem zwrotnym w działaniach na Ukrainie. Oddziały polskie rozpoczęły wymuszony odwrót na zachód, a inicjatywę na niemal trzy miesiące przejęła Armia Czerwona. W bitwie Polacy stracili około 460 poległych i rannych, dwadzieścia ckm-ów i jedno działo. Do niewoli dostało się około dwustu jeńców